# ژان فیلیپ دو شزو
ژان-فیلیپ دو شزو (به فرانسوی: Jean-Philippe de Chéseaux) (زاده ۱۷۱۸ و درگذشته ۱۷۵۱) ستاره‌شناس اهل سوئیس بود.
او در سال ۱۷۴۵ میلادی مسیه ۳۵، مسیه ۲۵ و سحابی اومگا را کشف کرد.